# Gyulai kistérség
A Gyulai kistérség kistérség Békés megyében, központja: Gyula.

## Települései
| Elek | Gyula | Kétegyháza | Lőkösháza |

## Története
2007-ben Szabadkígyós és Újkígyós kiváltak a kistérségből és a Békéscsabai kistérséghez kerültek.